# Кобилянський Василь Аксентійович
Василь Аксентійович (Оксентійович) Кобилянський (нар. 8 січня 1939) — український радянський діяч, 2-й секретар Житомирського обкому КПУ. Депутат Житомирської обласної ради народних депутатів.

## Біографія
Освіта вища. Член КПРС.
Перебував на відповідальній партійній роботі. До 1984 року — 1-й секретар Коростенського міського комітету КПУ Житомирської області.
З 1984 до 5 квітня 1985 року — завідувач відділу організаційно-партійної роботи Житомирського обласного комітету КПУ.
5 квітня 1985 — 11 квітня 1987 року — секретар Житомирського обласного комітету КПУ.
11 квітня 1987 — травень 1990 року — 2-й секретар Житомирського обласного комітету КПУ.
У травні 1990 — 1991 року — голова комісії партійного контролю при Житомирському обласному комітеті КПУ.
Потім — на пенсії в місті Житомирі.

## Нагороди
- ордени
- медалі